# Waltheria petiolata
Waltheria petiolata är en malvaväxtart som beskrevs av Karl Moritz Schumann. Waltheria petiolata ingår i släktet Waltheria och familjen malvaväxter. Inga underarter finns listade i Catalogue of Life.